# Corno anterior da medula
O corno anterior da medula é cada uma de duas formações de matéria cinzenta da medula espinhal situadas à frente do canal ependimário. As raízes anteriores, ou ventrais são motoras; a raiz posterior (dorsal) que possui em seu trajeto um engrossamento ou gânglio espinhal é sensitiva. 